# 山中城 (三河國)
山中城是位於日本三河國額田郡山中（今愛知縣岡崎市羽栗町）的城。

## 历史
戰國時代時，三河西鄉氏（大草松平家）建築此城。到了3代的西郷信貞（松平昌安）時、由於松平清康與其家臣大久保忠茂的奇襲而在一夜之間攻陷此城。而1535年（天文4年）時因為清康死於守山崩事件中，山中城便成了今川氏的西三河攻略的據點。1560年（永祿3年）時由於桶狹間之役中今川義元遭到討伐及松平元康（後來的德川家康）與久松俊勝一同攻陷該城，而使得該城再次成為松平氏所有。1564年（永祿7年）以後因酒井忠次領有了山中，該城也變成了酒井氏的居城。1563年（永祿6年）時的三河一向一揆中一揆眾曾一度占領此城。
現在該城是岡崎市的指定史跡。